# Birinci Udullu
Birinci Udullu è un comune dell'Azerbaigian situato nel distretto di Hacıqabul. Conta una popolazione di 1 837 abitanti.